# 戴亮
戴亮（法语本名：Christophe Hisquin，1978年6月1日—），是一位用中文、法语和英语创作的原创歌手、作家以及中法英三语主持人。他来自法国，长居中国，是诸多中法知名媒体公认的“中法文化交流大使”之一。

## 传记
作为一名中法文化交流使者，戴亮成功的将中国传统文化、法国思维以及慢摇音乐风格紧密结合在一起。他所撰写的《20世纪末的中国摇滚唱片生产》 (硕士论文)，《21世纪初的中国音乐界》(博士论文)已在法国里昂三大出版社出版发行 。2004年，在恩师陶辛老师的指导下，戴亮取得了上海音乐学院音乐学系的博士学位。
2006年，戴亮发行了首张双碟音乐专辑《我记得你》。小试牛刀的他受到了音乐界及媒体的一致好评与鼓励。该专辑也被誉为“外籍人士第一原创中文专辑”。从此开始，戴亮陆续接到了众多知名电台以及一些大型电视节目的录制邀请。
同年戴亮在上海法语培训中心举行了首个个人演唱会，这次异常成功的演出确立了戴亮的音乐发展方向；2007年初，戴亮应邀参与了CCTV-4国际频道 及中央电视台综艺频道的节目录制，在节目中他演唱了多首原创中文歌曲；2007年4月至5月，戴亮的专辑宣传工作移师苏州及杭州。在此期间，戴亮的名字出现在众多音乐及时尚杂志中，电台与电视节目专访也络绎不绝，其中不乏远道而来的上海广播电台Love Radio栏目以及北京法文电台。
2008年戴亮多次作为特邀嘉宾在上海外语频道的节目中献唱。在节目中，他也经常表达自己对中法文化交流的见解。上海生活时尚频道也曾邀请他担任嘉宾主持。同年，东方卫视播放了戴亮的传记短片《下有戴亮》，介绍了戴亮在中国的学习、生活及工作，当然还有最重要的——他的音乐。与此同时，法国媒体也开始对戴亮表现出浓厚的兴趣。2008年底，戴亮取得了里昂第三大学的博士学位，被法国音乐界称为“21世纪初的中国音乐界专家”。
2009年戴亮出版了第二张双碟专辑《下有戴亮》。该专辑由杰盛唱片公司发行。在这张专辑中，戴亮融汇了从民谣到法国香颂的多种音乐风格。中国音乐元素作为亮点也经常出现在他的作品中： 在《 La muse aux lèvres rouges 》 (红唇之缪斯女神) 中，我们可以听到京剧女伶的轻吟和戴亮的歌声交融在一起 ；在《想起》中有二胡悠长的回响；清脆的笛声则出现在《幸福满足感》《今晚我有一个梦》以及 《合理自由 》之中。同年，专辑的发行工作在法国也顺利进行，并在法国城市里昂成功举办了个人演唱会。
2010年戴亮出版了单曲《上海》的中文版和法文版。《上海》融入了大量电子音乐元素，并邀请到了法国音乐人Ulys担任录音工作。
法国导演Franc Péret则执导了《上海》的MV拍摄工作。MV呈现出上海作为国际大都市的现代生活气息，同时也将“东方巴黎”的浪漫情调拍摄得美轮美奂。
同年，受到法国驻沪领事馆的邀请，戴亮参与了首届上海法国音乐节的演出。上海世博会期间，来到上海的法国媒体都竞相对戴亮进行采访，亲赴世博现场的法国政要捷克.郎也对戴亮为中法友谊作出的贡献给予了称赞。作为法国里昂城市文化大使，戴亮在世博会现场接受了中央电视台的独家专访。2010年6月及7月，戴亮在上海音乐厅等地参与了20多场演出，其中包括了著名的上海法国周，上海法国音乐节等等。
2012年年初，戴亮签约上海东方传媒旗下电视台（东方卫视）非常受欢迎的周播电视节目《生活大不同》。随后，在北京举行的新民周刊晚会上，戴亮接受了主办方颁发的“观众选择奖 ”。他的演艺生涯也一路向前，包括在南京的个人演唱会，以及第三次受邀参与的上海音乐节。与此同时，戴亮也凭借他的中英法三语主持能力以及自成一派的风格成了颇有名气的主持人，并主持了诸多酒会，新闻发布会，晚会节目等。中法两国媒体也继续对他的工作进行关注：中央电视台对戴亮的故事进一步报道，法国媒体如Le Mag2Lyon 也对他进行采访宣传。同年，戴亮出版了他的中法双语自传《下有戴亮 – Le Français qui écrit et chante en chinois》 。在书中，他凭借他对中文的精湛掌握讲述了他从儿时开始力排众议学习汉语直到最终踏上了东方的中国土地并在那里开始了生活和工作的寻梦经历，并且自己亲力亲为翻译了法语版。
之后，戴亮的工作和音乐越来越广为人知。在他的故乡城市里昂的城市发展计划OnlyLyon以及里昂华人团体的支持下，戴亮在里昂和上海成功举行了演唱会。媒体方面，从2013年起，关于戴亮的纪录片通过中央电视台中文国际频道在全球播出，戴亮的知名度也更上了一个台阶。
音乐工作欣欣向荣的同时，戴亮对中法文化交流的贡献也越来越显著。2014年，值中法建交50年之际，戴亮被中央电视台法语国际频道，中央电视台中文国际频道，中央电视台，中央电视台英语新闻频道，法国电视五台及法国电视国际五台等诸多重要媒体列为对中法两国友谊作出杰出贡献的“50年50人”之一。借此机会，戴亮参与的电视节目或他的纪录片通过更多的中法媒体在全球范围内播出，戴亮的工作更上一层楼，进入了一个新高度。
2015年，戴亮发行了他的全新专辑《柔美中国》（Douce Chine），一次全新的与电子音乐的火花碰撞，也是对他将近10年的音乐生涯的一声会心的问候。如今的戴亮已经成为了中法音乐交流的标志人物之一。

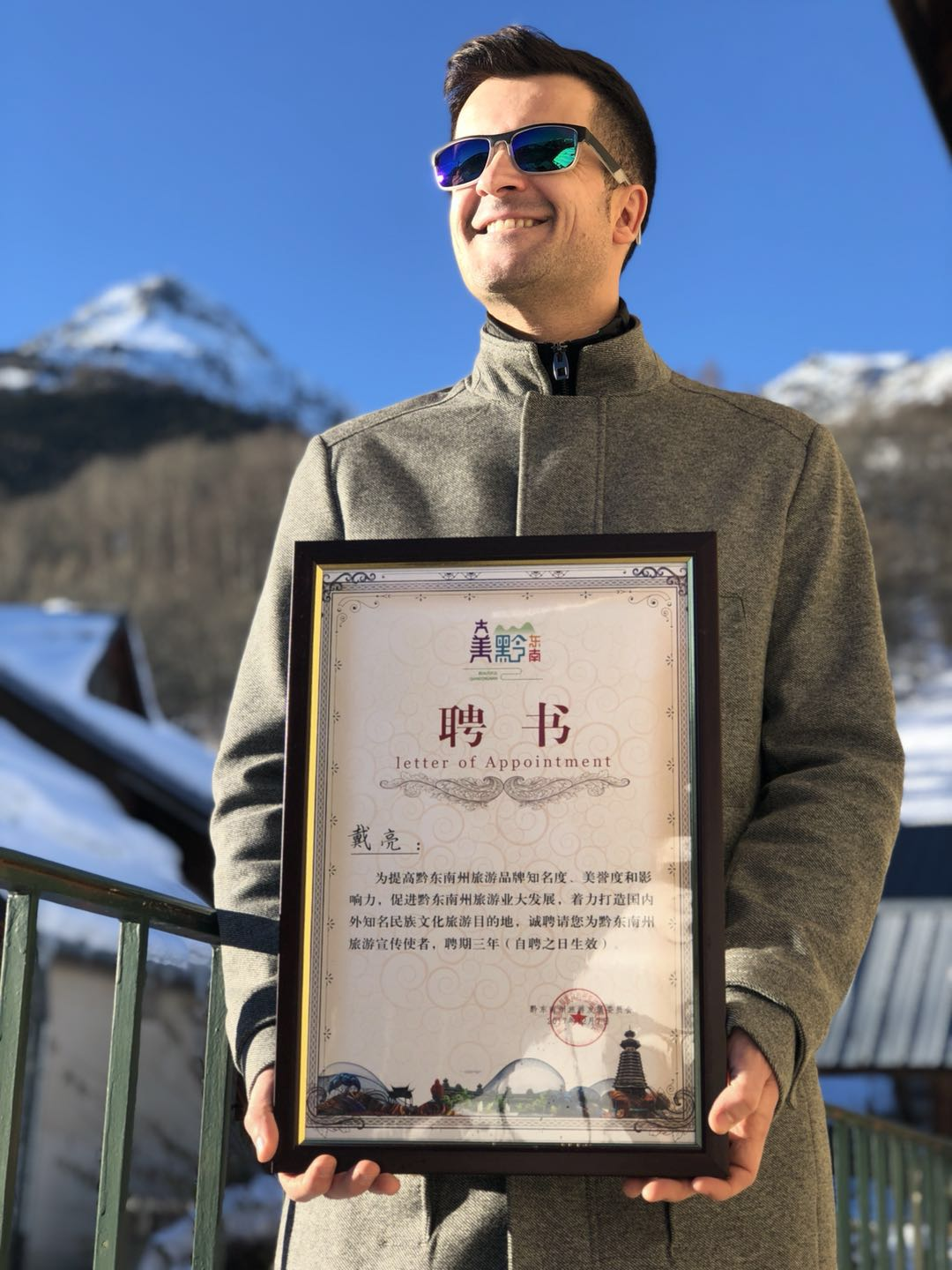
戴亮在法国阿尔卑斯山。2017年获得黔东南的评书，代言黔东南在法国

## 唱片
- 2006 : 我记得你 (中国, 中国科学)
- 2007 : 我记得你 (中国, 杰盛唱片)
- 2009 : 下有戴亮 (中国, 杰盛唱片)
- 2014 : Douce Chine (Routenote)
- 2018 : J'aime la Maurienne (Routenote)
- 2019 : 任馥夏于戴亮 （戴亮传播，DAILIANG)
- 2020 : 中国的法国人 (戴亮传播)
- 2021 : Je suis ici (SPACE PARTY)
- 2021 : 山的礼物 (PLAZA MAYOR COMPANY)
- 2022 : 上海 (戴亮传播)
- 2023 : Pop mandarine (戴亮传播)
- 2025 : Huit Ba Eight (戴亮传播)

## 单曲
- 2010 : 上海 (Ulys Music)
- 2012 : Oh ma chérie (我真的爱你) (YesHJ.com)
- 2016 : 莫里耶讷 (Rémi Trouillon)
- 2016 : 莫里耶讷 (DAILIANG)
- 2017 : 我爱布列塔尼 (Inophis)
- 2018 : 永远在博鳌 (映帆音乐)
- 2018 : Partir Loin (DAILIANG)
- 2018 : Lyon même quand je suis loin (DAILIANG / Fux Cartel)
- 2018 : 魅力里昂 (DAILIANG / Fux Cartel)
- 2021 : Des cimes (DAILIANG)
- 2021 : 山的礼物 (戴亮传播)

## 写作作品
- 2008 : 21世纪初的中国音乐界, 博士论文(法), 里昂三大学
- 2010 : 21世纪初的中国音乐界(法), Editions universitaires européennes出版社, 264 页
- 2012 : 下有戴亮(中法), 上海译文出版社, 96 页
- 2018 : Le Français qui écrit et chante en chinois 下有戴亮, 双语本书(法中), Éditions Musicales Lugdivine出版社, (ISBN 978-2-36857-045-6), 126 页
- 2024 : Le grand écart, Éditions DAILIANG 戴亮出版社

## 音乐录像
- 2010 :  上海单曲   导演 : Franc Péret
- 2012 :  Oh ma chérie(我真的爱你)  导演 : Franc Péret
- 2012 :  中国的法国人   制作 : 江苏电视台
- 2014 :  Douce Chine   导演 : Franc Péret
- 2016 :  莫里耶讷   导演 : Rémi Trouillon
- 2017 :  我爱布列塔尼  导演 : Franc Péret
- 2018 :  永远在博鳌  导演 : 杜月峰
- 2018 :  魅力里昂  导演 : Franc Péret
- 2021 : Des cimes (DAILIANG / Widou)
- 2021 : 山的礼物 (DAILIANG / Widou)
- 2025 : Cette route (DAILIANG / Cunchao Stadium)
- 2025 : Pop mandarine (DAILIANG / MANDARIN TV)

## 网络节目与演讲
- 2011-2012 ：Oh là là法语 ：主持人，编辑
- 2013 ：音乐与社会 ：主持人，编辑。制作人：Franc Péret
- 2013 ：音乐与社会 ，演讲，听到讲坛，上海
- 2014：音乐界与明星制度在中国 ：主持人，编辑。制作人：Franc Péret

## 电视剧
- 2006 : 明天我不是羔羊:  约翰
- 2012 : 小雷变奏曲:  LEON
- 2012 : 梦想新生活:  嘉文

## 主要电视演出
- 2005 :  外国人才艺大赛，2005年2月9到13号，北京电视台
- 2008 :  下有戴亮，记录片，2008年10月28号，江苏电视台，东方卫视
- 2012 :  说东道西，2012年6月，上海外语频道
- 2012 :  Expat Extra, 记录片，2012年6月，上海外语频道
- 2013 :  说东道西，2013年，4月13号，上海外语频道
- 2013 :  外国人在中国，记录片，2013年5月，CCTV4
- 2013 :  我的中国星，才艺大赛，2013年6月，湖北卫视
- 2014 :  Culture Express, 纪录片，2014年2月，CCTV News
- 2014 :  50周年,50见证人，纪录片，2014年6月，CCTV 法语频道
- 2016 :  你贵姓，电视栏目，2016年5月24号，山西卫视
- 2017 :  你贵姓，电视栏目，重播，山西卫视
- 2017 :  魅力中国城，电视栏目，12月播出，中央三台
- 2018 :  魅力中国城，电视栏目，2月重播，中央三台
- 2019 :  Cette route，电视栏目，2月重播，CGTN
- 2021 :  Ça commence aujourd'hui，电视栏目，2-5月播出，FRANCE 2
- 2023 :  茉莉花，电视栏目，10月播播，CCTV5
- 2024 :  读懂中国，电视栏目，3月播出，中央电视台
- 2025 :  这条路，演唱会，1月播出，贵州卫视